# Apollo Bay
Apollo Bay est un village côtier de l'État de Victoria, en Australie. Sa population s'élevait à 1 777 habitants en 2006.

## Géographie
Apollo Bay est situé à 154 km (191 km par la route) au sud-ouest de Melbourne, sur la côte est du cap Otway, le long de la rivière Barham et de la Great Ocean Road, dans le comté de Colac Otway.

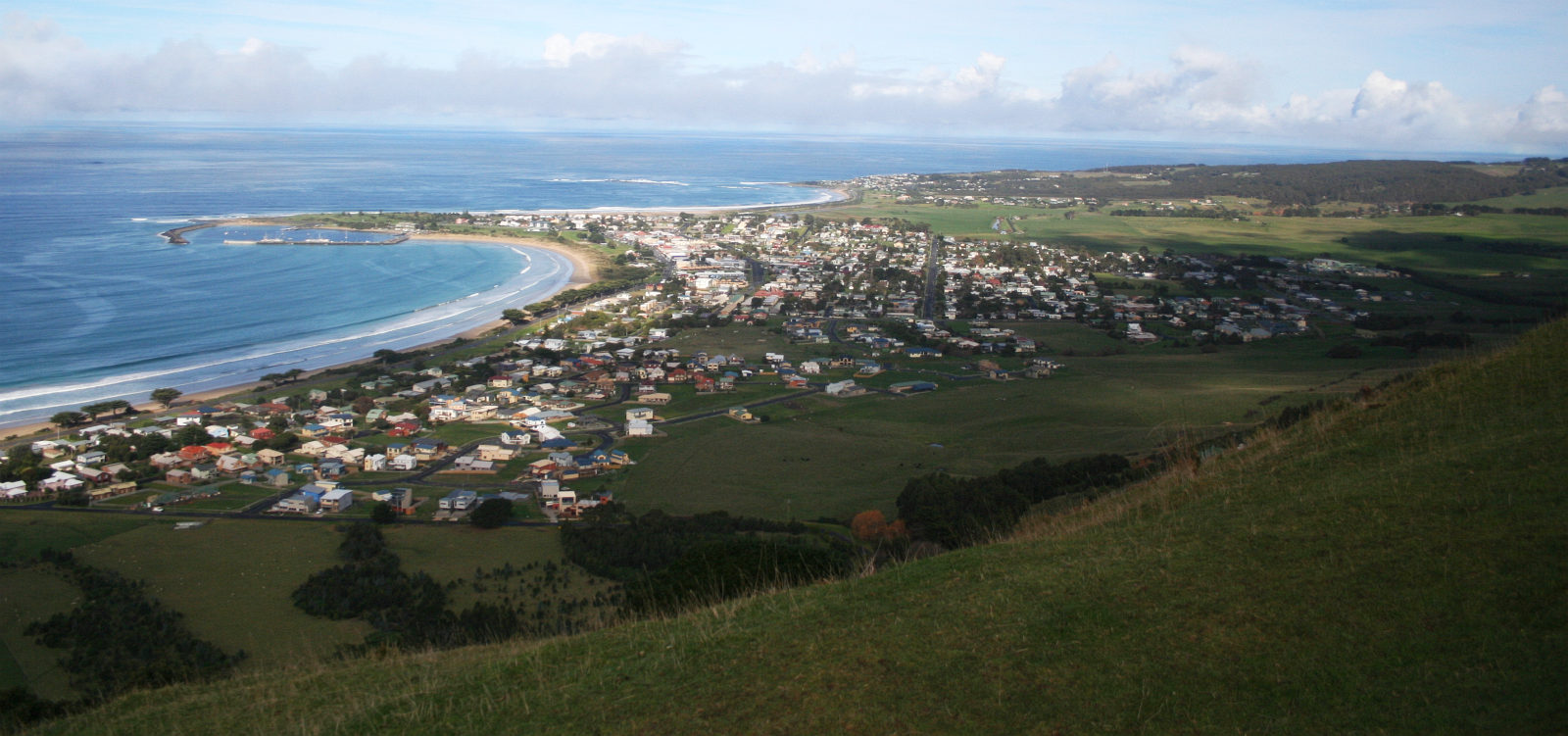
Canton d'Apollo Bay et baie de Mariners.

## Histoire
À l'origine Apollo Bay était un village de pêcheurs et de fermiers. Il tire désormais une part importante de ses revenus du tourisme, même si le site est plus petit et plus tranquille que d'autres destinations touristiques comme Lorne. Il accueille également le Festival annuel de musique d'Apollo Bay et le festival sportif de Great Ocean.